# Gasteracantha sororna
Gasteracantha sororna là một loài nhện trong họ Araneidae.
Loài này thuộc chi Gasteracantha. Gasteracantha sororna được Arthur Gardiner Butler miêu tả năm 1873.